# سوسمار انگشت‌شانه‌ای سعودی
سوسمار انگشت‌شانه‌ای سعودی (نام علمی: Acanthodactylus gongrorhynchatus)، گونه‌ای از سوسمارهای خانواده سوماران راستین و بومی شبه‌جزیره عربستان است.
سوسمار انگشت‌شانه‌ای سعودی در عربستان سعودی و امارات متحده عربی یافت می‌شود.
سوسمار انگشت‌شانه‌ای سعودی تخم‌زا است.